# Rocher de Cheylard
Le rocher de Cheylar est un sommet d'origine volcanique culminant à 1 412 m d'altitude.

## Géographie

### Situation
Le rocher de Cheylard est situé au sein du Massif central. Il s'élève sur la commune de Péreyres dans le département de l'Ardèche.

### Géologie
Le rocher de Cheylard est un neck constitué de basalte à grands cristaux de pyroxènes.